# Раумизм
Рауми́зм (эсп. Raŭmismo, от названия города Раума) — идеология, критикующая цели традиционного эсперанто-движения и определяющая эсперантистов как «самостоятельно выбранное диаспорное языковое меньшинство». Раумизм применяет к языку новые лингвистические принципы, в соответствии с которыми эсперанто является не только средством коммуникации, но и средством идентификации его носителей.

## Раумский манифест
Раумизм основан на Раумском манифесте 1980 года, принятом во время XXXVI Международного молодёжного конгресса эсперанто в финском городе Раума.
Манифест состоит из пяти разделов:
1. Кризис идентичности: констатация необходимости мотивировать принадлежность эсперанто чем-то конкретным.
2. Критика старых целей: идеи придания официального статуса эсперанто и идеи противостояния с английским языком.
3. Наши цели:
Основная цель — распространять эсперанто, постепенно реализовывая его позитивные ценности:
- Пропедевтическая ценность эсперанто;
- Контакты между простыми людьми;
- Недискриминационные контакты;
- Международная культура нового типа.

4. Конгрессы как путь к росту: увеличение количества эсперанто-встреч и укрепления использования эсперанто как рабочего языка на специальных международных конференциях.
5. Заключение о вере в новое будущее эсперанто.

## Esperanta Civito
В августе 1998 года образовывается Esperanta Civito (дословно по рус. Эсперантистский Полис), который определяет себя как «последовательный реализатор раумизма». Esperanta Civito стремится быть субъектом международного права, имея некоторые атрибуты государственности такие как конституция, партии, парламент.

## Критика
Раумизм, также как и Esperanto Civito, официально не признается большинством эсперантистов.